# Inventio
L'inventio è la prima delle cinque parti che compongono l'arte della retorica. 

## Descrizione
Più nello specifico, essa rappresenta il primo passo verso lo sviluppo di un'orazione e consiste nella ricerca e organizzazione degli argomenti da trattare durante il discorso. Un oratore utilizza solitamente l'inventio quando inizia il processo di pensiero per formare e sviluppare un argomento efficace - operazione che compie anche senza conoscere il termine. Spesso la fase d'invenzione (inventio in latino equivale all’italiano scoprire, scovare, tirar fuori, invenire nel senso di rinvenire, ecc. dove inventor è lo scopritore che da cose preesistenti cava fuori qualche cosa di nuovo, simile al poietès greco, “creatore”, ma non dal nulla) può essere vista come il primo passo nel tentativo di generare idee o creare un argomento convincente o coinvolgente. Gli altri quattro canoni della retorica classica, che sono dispositio, elocutio, memoria e actio (detta anche pronuntiatio), si basano sull'interrelazione con l'inventio.